# Anello Adams
L'Anello Adams è un anello planetario di Nettuno. Costituisce la struttura più esterna (dista 62932,57 Km dal pianeta) del sistema di anelli del pianeta Nettuno. 

## Nome
Prende il nome dall'astronomo inglese John Couch Adams. 

## Caratteristiche
La profondità ottica è di 0.004 e l'estensione verticale è inferiore ai 30 km. L'Anello Adams risulta costituito da quattro sotto-archi, denominati anello Courage, anello Liberté, anello Egalité (che è composto a sua volta da due archi Egalité 1 e Egalité 2) e Anello Fraternité. L'estensione complessiva degli archi è molto variabile nel tempo, era circa 33° nel 1989 e circa 41° nel 2003.
Anche l'ampiezza dei singoli archi è variabile nel tempo, nel 1989 andava dai 2° dell'anello Courage ai 10° dell'anello Fraternitè, nel 2003 invece dai 4° agli 8°. 
Il materiale di cui sono costituiti non è conosciuto con certezza, ma si tratta di materiale molto scuro..